# Synagogue de Lausanne
La synagogue de Lausanne, lieu de culte destiné à la confession juive, est située dans la ville vaudoise de Lausanne, en Suisse (avenue Juste-Olivier 1).

## Histoire
Au tout début du XXe siècle, la communauté israélite se réunit dans l'immeuble Jean-Jacques Mercier de la rue du Grand-Chêne à Lausanne. Bientôt, toutefois, l'assemblée devenant trop nombreuse, la communauté souhaite pouvoir disposer de son propre lieu de culte.
À la mort en 1907 de Daniel Iffla, dit Osiris, riche marchand d'origine bordelaise mort à Paris, la Ville de Lausanne reçoit un legs de 50 000 francs. Ce don est destiné à la construction à Lausanne d'une synagogue, étant précisé que celle-ci devrait s'inspirer de celle de la rue Buffault à Paris.
Ce lieu de culte lausannois est édifié en 1909-1910 grâce à l'engagement de la communauté ashkénaze locale fondée en 1848, qui finance en partie cette réalisation, tandis que la Ville de Lausanne s'engage elle aussi pour un montant de 300 000 francs. Le bâtiment, œuvre des architectes lausannois Charles Bonjour, Adrien van Dorsser et Oscar Oulevey, est inauguré le 7 novembre 1910. La décoration intérieure est due au peintre Otto Alfred Briffod.
Les coûts de construction s'élèvent à 48 000 francs pour le gros œuvre et 28 000 francs pour la décoration et le mobilier. Avec l'achat du terrain, le total est d'environ 280 000 CHF.
Après la Seconde Guerre mondiale, la communauté s'élargit et accueille des Séfarades. Ceci nécessite un certain consensus dans les rites ainsi que dans l'utilisation de la synagogue.
En 2010, les 100 ans de l'édifice sont célébrés par la communauté israélite de Lausanne et du canton de Vaud (CILV) par l'organisation de plusieurs événements destinés à « créer 
des passerelles avec les Lausannois et les Vaudois », notamment une exposition retraçant l'histoire de la synagogue.
Aujourd'hui, le bâtiment est inscrit comme bien culturel suisse d'importance nationale. S'il est utilisé pour célébrer les offices de Shabbat et les grandes fêtes, les responsables lui préfèrent une salle plus petite et située au sous-sol pour les offices quotidiens. En 1995, un concert de musique liturgique juive donné à la synagogue de Lausanne a été enregistré sous forme de CD.

## Architecture
De style romano-byzantin, la synagogue est composée d'une grande nef accessible depuis un vestibule. Trois côtés de la nef sont bordés par des galeries comportant 160 places réservées aux femmes. Le parterre, quant à lui, avec 230 places, est réservé aux hommes. L'Almemohr comporte un tabernacle enfermant les Sifrei Torah ainsi qu'une chaire utilisée par le rabbin qui officie. Les peintures sont dues à Otto Alfred Briffod, tandis que les vitraux sortent de l'atelier de Guignard & Schmid.
À côté se trouve une sacristie. Le sous-sol de la synagogue comporte divers locaux utilitaires. 